# هسوس اوئرتا د سوتو
هسوس اوئرتا د سوتو (انگلیسی: Jesús Huerta de Soto؛ زادهٔ ۲۳ دسامبر ۱۹۵۶) اقتصاددان مکتب اتریش و استاد دانشگاه اهل اسپانیا است.
وی همچنین عضو ارشد مؤسسه لودویگ فن میزس است.